# Індепенденца (Келераш)
Індепенденца (рум. Independența) — село у повіті Келераш в Румунії. Входить до складу комуни Індепенденца.
Село розташоване на відстані 86 км на схід від Бухареста, 15 км на північний захід від Келераші, 118 км на захід від Констанци, 144 км на південний захід від Галаца.

## Населення
За даними перепису населення 2002 року у селі проживали 2345 осіб, усі — румуни. Усі жителі села рідною мовою назвали румунську.